# Stanisław Kryski (zm. po 1666)
Stanisław Kryski herbu Prawdzic (ur. ok. 1590, zm. po 1666) – kasztelan raciąski.

## Rodzice
Urodził się jako syn Wojciecha (zm. 1616), kasztelana płockiego, raciąskiego, sierpeckiego oraz Anny Wolskiej herbu Łabędź.

## Pełnione urzędy
Początkowo starosta ostrowski od 1623 roku, następnie cześnik płocki (1628-1630) i podkomorzy płocki już w 1633 roku. Urząd kasztelana raciąskiego pełnił przez 26 lat od 1640 do 1666. Był deputatem na trybunał oraz posłem na sejm.
Poseł na sejm koronacyjny 1633 roku, sejm 1638 roku, sejm 1639 roku, sejm 1640 roku
.
Był członkiem konfederacji generalnej zawiązanej 31 lipca 1648 roku.

## Małżeństwo i potomkowie
Ożenił się z Konstancją Orzelską. Z małżeństwa urodziło się troje dzieci: Agnieszka, późniejsza żona Ludwika Krasińskiego (zm. 1644), kasztelana ciechanowskiego; Jan Kryski – podstoli ciechanowski; Stanisław, kasztelan raciąski po swym ojcu (1667-1688).

## Źródła
- Adam Boniecki, „Herbarz Polski”, (tom XII, s. 382: Kryscy h. Prawdzic z Kryska, w ziemi ciechanowskiej)
- Hr. Seweryn Uruski, „Rodzina. Herbarz szlachty polskiej”, (tom 8, s. 109–111, Kryscy herbu Prawdzic)